# Eurytoma euclus
Eurytoma euclus är en stekelart som beskrevs av Walker 1839. Eurytoma euclus ingår i släktet Eurytoma och familjen kragglanssteklar. Inga underarter finns listade i Catalogue of Life.